# Баранов, Вячеслав Сергеевич
Вячесла́в Серге́евич Бара́нов (род. 1962) — российский историк, археолог и музеевед, специалист по эпохе средневековья, Волжской Булгарии и Золотой Орде. Кандидат исторических наук.

## Биография
Родился в СССР, в городе Кострома. Окончил исторический факультет Казанского государственного университета им. Ленина в (1987). В 1998 гг. окончил заочную аспирантуру при Национальном центре археологических исследований Института истории АН РТ по специальности «Археология». Кандидатская диссертация: «Благоустройство городов Волжской Болгарии: по археологическим материалам Болгарского городища X—XV вв.» (2001 г.), научные руководители: Г. А. Фёдоров-Давыдов и М. Д. Полубояринова.
В 1987—2000 гг. — работал в Болгарском государственном историко-архитектурном музее — заповеднике. С 2001 г. по июль 2014 г. — старший научный сотрудник, хранитель фонда «Археология» ОГБУК «Костромской государственный историко-архитектурный и художественный музей-заповедник». С 2014 года старший научный сотрудник Института археологии им. А. Х. Халикова АН РТ, по совместительству научный консультант Костромской археологической экспедиции.
Основной круг научных интересов — археология Болгара и Волжской Болгарии. В период работы в Костромском музее-заповеднике осуществлял также руководство охранными исследованиями в Костроме (2006) и Владимире (2007), проектирование и разработку экспозиций в музее города Галича, Военно-историческом музее в городе Костроме. За деятельность в качестве сотрудника и хранителя фондов Костромского государственного историко-архитектурного и художественного музея-заповедника удостоен в 2012 году Областной премии Костромской области им Н. Н. Селифонтова в сфере музейного дела в номинации «Исследователь музейного дела» Автор нескольких десятков научных работ и статей.
Исследованные памятники: Болгарское городище (1990—1999, 2002—2003, 2010—2012 гг.), Кострома (охранные работы 2006 г.), Владимир (охранные работы 2007 г.)
Музейные проекты: разработка научной концепции экспозиции «История Галича и Галичской земли с древнейших времен до начала XXI века» для музея г. Галича Костромской области (2003 г.); построение разделов: «Территория Галичской земли в глубокой древности», « История Галича и его округи в IX—XVII вв.», «Ярмарка в Галиче в XIX- начале XX вв.», «История Рыбной слободы» в музее г. Галича (2006 г.); участие в рабочей группе при построении экспозиции Военно-исторического музея г. Костромы (2007 г.); участие в работе над экспозицией Музея болгарской цивилизации, раздел «Древний Болгар: жизнь города» (2013 г.).
Издательские проекты: участие в редактировании Атласа «Великий Болгар»(2013—2014 гг.); Атлас «Великий Болгар» на англ. яз.(2014—2015 гг.)

## Научные труды

### Разделы в коллективных монографиях
- Вопросы благоустройства города Болгара и их археологическое изучение // Город Болгар. Монументальное строительство, архитектура, благоустройство. — М., 2001. С. 311—353;
- Археологическое исследование мавзолеев центральной части Болгарского городища // Город Болгар. Монументальное строительство, архитектура, благоустройство. М., 2001. С.176-199 (В соавторстве: М. М. Кавеев);
- Роль благоустройства в формировании городской культуры средневекового Болгара // Город Болгар. Культура, искусство, торговля. — М., 2008. С. 108—124;
- Благоустройство и его роль в городской культуре// Великий Болгар. — М., Казань. — 2013. — С. 232—241;
- Мавзолеи// Великий Болгар. — М., Казань. — 2013. — С. 252—261. (В соавторстве: Н. Д. Аксенова, М. М. Кавеев).

### Научно-популярные издания
- Археологические исследования исторических городов Костромского края. Вып. 1. Галич-2009, Кострома-2011. Кострома, 2014. 40 с., илл. (В соавторстве: А. В. Новиков, О. В. Новикова)
- Археологическое изучение городища Унорож: итоги и перспективы. — Кострома: ИД «Линия График Кострома», 2017. — 64 с. — (Исторические поселения и памятники археологии Костромского края). (В соавторстве: А. В. Новиков, О. В. Новикова, С. А. Смирнов, А. Н. Иванов).

### Статьи
- О находке трубопроводной линии XIV века на Болгарском городище // Город Болгар и его округа. Тезисы докладов научной конференции, посвященной 25-летию БГИАЗ. — Болгар, 1994. — С. 25-26;
- О некоторых истоках благоустройства городов Волжской Булгарии // Биляр и Волжская Булгария. Изучение и охрана археологических памятников. Тезисы научной конференции. — Казань, 1997. — С. 12-14;
- Исследования округи сезонного водоема в юго- восточной части Болгарского городища // Болгар и проблемы исторического развития Западного Закамья. Тезисы научной конференции. — Болгар, 1998. — С.31-33;
- Об исследовании в Болгаре ещё одного объекта благоустройства // Болгар и проблемы изучения древностей Урало-Поволжья. Тезисы научной конференции, посвящённой 100-летию А. П. Смирнова. — Болгар, 1999. — С. 50-52;
- К вопросу об определении понятия «благоустройство булгарского города» // Всероссийская научно-практическая конференция «Гуманистические традиции Запада и Востока в музейном деле России и Татарстана». Материалы секции археологии. — Казань, 1997. — С. 65-67;
- Об элементах урбанизации в городском хозяйстве средневекового Болгара // Проблемы первобытной и средневековой археологии. Тезисы докладов Первых Халиковских чтений. — Казань, 1999. — С. 92-93;
- Клад медной посуды из Болгара // Татарская археология, 2001. № 1-2(8-9). С. 75-103;
- О находке серебряного слитка на юго-восточной окраине Болгарского городища//Диалог культур Евразии: Вопросы средневековой истории и археологии. Изучение и сохранение историко-культурного наследия/Под ред. А. А. Бурханова. — Вып.2. — Казань, 2001. — С. 144—146;
- Керамические трубы Болгарского городища (опыт статистико-метрологического исследования)//Из археологии Поволжья и Прикамья.- Казань, 2003. — С. 206—226;
- Некоторые итоги изучения ремесленного поселка в юго-восточной части Болгарского городища//Древность и средневековье Волго-Камья. Материалы Третьих Халиковских чтений 27-30 мая 2004 г. — Казань — Болгар, — 2004. — С. 5-10;
- О находках болгарской гончарной посуды на территории Костромы//Форум «Идель-Алтай». Материалы научно-практической конференции «Идель-Алтай: истоки евразийской цивилизации, I Международного конгресса средневековой археологии евразийских степей». Тезисы докладов. — Казань, 2009. — С. 26-28;
- Исследования остатков монументальной постройки к юго-западу от Соборной мечети в Болгаре//Поволжская археология. — № 1. — 2012. — С. 158—171 (В соавторстве: В. Ю. Коваль, Д. Ю. Бадеев);
- Судебно-медицинская экспертиза палеоантропологических остатков: междисциплинарное взаимодействие//Медицинская экспертиза и право. № 5. 2014. — С.44-48 (В соавторстве: В. А. Спиридонов, А. Г. Ситдиков, А. И. Жолобов, Н. Р. Рахматуллин, И. Р. Газимзянов);
- К вопросу локализации одного из городских некрополей в южной части Болгарского городища// Труды IV (XX) Всероссийского съезда в Казани. Т. III. — Казань, 2014. — с. 447—450 (В соавторстве: Беляев А. В., Ситдиков А. Г.)
- Восточная часть Болгарского городища, как историко-археологическая природно-ландшафтная зона//Проблемы охраны и реставрации памятников в современных условиях. Материалы Всероссийской научно-практической конференции, посвящённой 280-летию указа Петра I об охране Болгарских древностей. Болгары, 24 сентября 2002 г. — Казань, 2003. — С. 11-12;
- Намогильная плита XVII века из фондов Костромского музея-заповедника//Музейный хронограф: сборник научных трудов сотрудников Костромского музея-заповедника. — Кострома, 2010. — 149—159;
- Баранов В. С. Обзор фонда «Археология» // 100 лет Императорскому Романовскому музею. Альбом-каталог. — Иваново, 2014. — С. 98—106.
- Новиков А. В., Баранов В. С. Городище Унорож: предварительные итоги археологических работ 2014 г. // Поволжская археология. — Казань, 2016. — № 1(15). — С. 143—168.